# Antymajdan

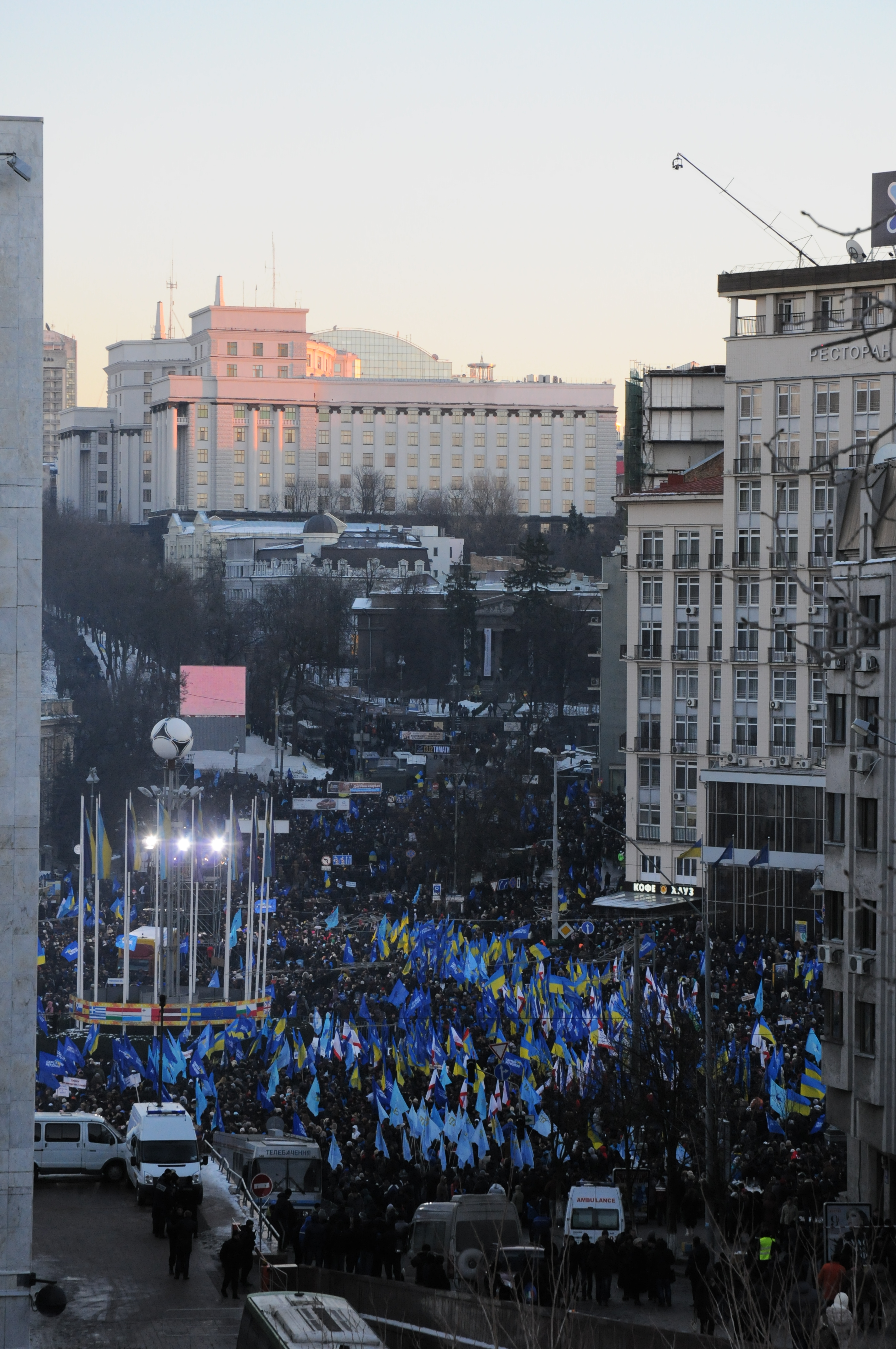
Protest Antymajdanu na placu Europejskim w Kijowie, 14 grudnia 2013

Antymajdan (ukr. Антимайда́н; ros. Антимайдан) − zjawisko społeczne, które zaistniało na Ukrainie w latach 2013−2014 w opozycji do Euromajdanu.
Odnosi się w szczególności do szeregu demonstracji zorganizowanych głównie we wschodniej i południowej części kraju oraz w Kijowie, skierowanych najpierw przeciwko Euromajdanowi, a później nowemu rządowi ukraińskiemu. Początkowo uczestnicy Antymajdanu deklarowali poparcie dla drugiego rządu Mykoły Azarowa i prezydenta Wiktora Janukowycza. Po obaleniu Janukowycza Antymajdan podzielił się na różne, pomniejsze grupy, których program tylko częściowo się ze sobą pokrywał. Wspólnym elementem wszystkich demonstracji pod szyldem Antymajdanu były postulaty zacieśnienia więzi Ukrainy z Rosją i niechęć do ukraińskiego nacjonalizmu. Jednymi z najbardziej charakterystycznych uczestników prorosyjskich wieców byli tzw. tituszki. Na Krymie i w Donbasie oraz na niewielką skalę w innych rosyjskojęzycznych regionach Ukrainy wiosną 2014 roku Antymajdan przerodził się w zbrojne ruchy separatystyczne.
Do dzisiaj trwa ostra polemika na temat tego, na ile Antymajdan był ruchem oddolnym ukraińskiego społeczeństwa, a na ile akcją zorganizowaną i finansowaną przez Rosję. Na początku 2015 roku w Moskwie zostało zarejestrowane stowarzyszenie „Antymajdan”, związane z tzw. Nocnymi Wilkami, stawiające sobie za cel m.in. walkę z „piątą kolumną” na terenie Rosji.